# Chicago III
Chicago III es el tercer álbum de estudio de la banda de rock estadounidense Chicago, publicado en 1971. En el álbum es notable la variedad de géneros musicales. Las canciones "Sing a Mean Tune Kid" y "Free" tienen una fuerte influencia de la música funk, "What Else Can I Say" y "Flight 602" están inspiradas en el country y las composiciones "Free Country" y "Progress?" son claros ejemplos de rock progresivo.

## Lista de canciones

### Lado Uno
1. "Sing a Mean Tune Kid" - 9:14
2. "Loneliness Is Just a Word" - 2:37
3. "What Else Can I Say" - 3:13
4. "I Don't Want Your Money" - 4:50

### Lado Dos
1. "Travel Suite" - 22:31

### Lado Tres
1. "Mother" - 4:31
2. "Lowdown" - 3:36
3. "An Hour in the Shower" - 5:31

### Lado Cuatro
1. "Elegy" - 15:30

## Créditos
- Peter Cetera – bajo, guitarra, voz
- Terry Kath – guitarras, voz
- Robert Lamm – teclados, coros
- Lee Loughnane – trompeta
- James Pankow – trombón
- Walter Parazaider – saxofón
- Danny Seraphine – batería, percusión